# Jan Colombini
Giovanni Colombini (ur. w 1304 w Sienie; zm. 31 lipca 1367 w Acquapendente) – włoski Błogosławiony Kościoła katolickiego, założyciel zgromadzenia jezuatów.

## Życiorys
Pochodził z bogatej rodziny. Jego żoną była Monna Biagi, z którą miał syna i córkę. Założył szpital, gdy zmarł jego syn, a córka została zakonnicą. Założył zgromadzenie jezuackie. Zmarł 31 lipca 1367 roku w opinii świętości.
Został beatyfikowany przez papieża Grzegorza XIII w 1580 roku, a jego wspomnienie obchodzone jest w rocznicę jego śmierci w dniu 31 lipca.